# Simo Häyhä

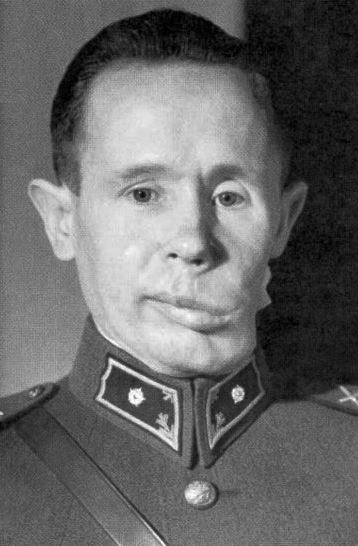
Simo Häyhä w latach 40. XX wieku

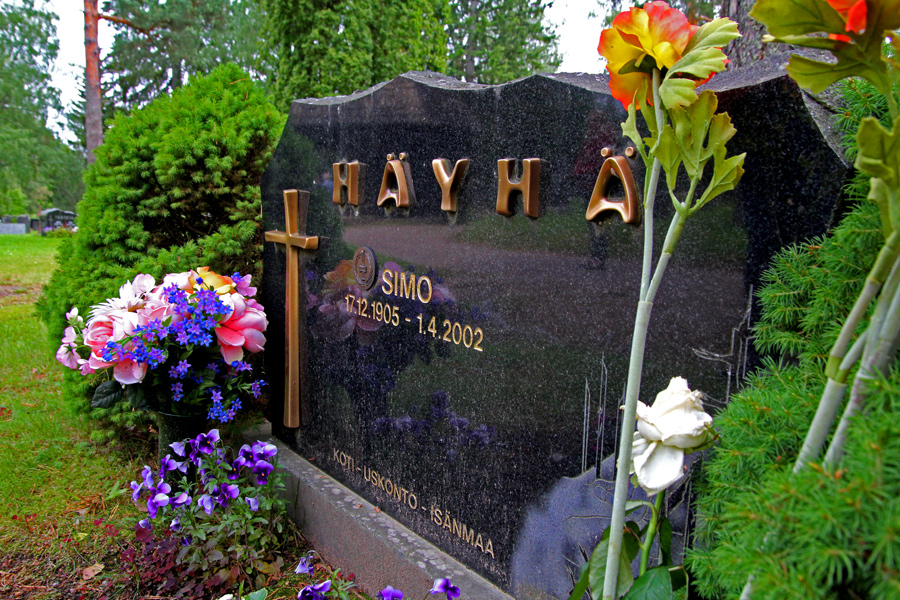
Grób Simo Häyhy

Simo Häyhä, ps. „Biała śmierć”, fiń. „Valkoinen kuolema”, ros. „Белая смерть” (ur. 17 grudnia 1905 w Rautjärvi, zm. 1 kwietnia 2002 w Haminie) – fiński strzelec wyborowy, najskuteczniejszy snajper w historii wojen.

## Życiorys
W 1925 wstąpił do armii fińskiej. W czasie wojny zimowej 1939–1940 służył jako snajper. W ekstremalnych warunkach (temperatura od –20 do –40 °C), ubrany w biały ubiór ochronny, zabił z broni snajperskiej 505 żołnierzy Armii Czerwonej.
Używał fińskiego wariantu karabinu wyborowego Mosin M28, bądź też M28/30 „Pystykorva” z muszką i szczerbinką zamiast celownika optycznego. Uzasadniał to tym, że przy używaniu celownika optycznego snajper musi podnieść głowę wyżej, a poza tym możliwość wystąpienia odbić światła na soczewkach celownika zwiększa ryzyko wykrycia strzelca. Używał też pistoletu maszynowego Suomi oraz pistoletu Lahti L-35, z których zabił jeszcze ponad 200 nieprzyjaciół, co daje mu w sumie ponad 705 trafień śmiertelnych. Do walki zawsze ubierał się całkowicie na biało. Jeżeli zamierzał strzelać długo z jednej kryjówki, polewał wodą śnieg, by podmuch wystrzału nie uniósł zdradzającego pozycję śnieżnego pyłu. Ponieważ w tak niskich temperaturach w wydychanym powietrzu skraplają się ogromne ilości pary wodnej, wkładał do ust śnieg (ten prowizoryczny filtr zatrzymywał parę wodną).
Jego akcje wpływały demoralizująco na oddziały ZSRR. Sowieci wielokrotnie i bezskutecznie próbowali go zlikwidować, przeprowadzając naloty bombowe i używając ciężkiej artylerii oraz wysyłając swoich snajperów. Najlepszym rezultatem, jaki osiągnęli, było zniszczenie płaszcza Simo, w który zaplątał się odłamek szrapnela. Pewnego dnia parę metrów od niego spadł radziecki pocisk. Simo cudem przeżył, odnosząc tylko lekkie rany, które nie zagrażały jego życiu.
6 marca 1940 został postrzelony w szczękę. Pocisk odbił się po uderzeniu i opuścił jego głowę. Zanim stracił przytomność, zdążył jeszcze zastrzelić radzieckiego żołnierza, który go zranił. Jeden z żołnierzy, którzy odnosili go do punktu opatrunkowego, opowiadał, iż „brakowało mu połowy głowy”. Odzyskał przytomność 13 marca, w dzień zawarcia pokoju. Wkrótce po wojnie marszałek Carl Gustaf Mannerheim awansował go z rangi kaprala do stopnia podporucznika. Nikt inny w historii Finlandii nie został awansowany tak wysoko w tak krótkim czasie.
Minęło kilka lat, zanim całkowicie wyzdrowiał z odniesionych ran. Sowiecka kula zniszczyła jego szczękę i rozerwała policzek. Po wojnie zajął się polowaniem i hodowlą psów. Swoje ostatnie lata spędził w małej wiosce Ruokolahti znajdującej się w południowo-wschodniej Finlandii (Karelia Południowa), leżącej 15 km od rosyjskiej granicy.
Kiedy w 1998 spytano go o sekret jego celności, odpowiedział: praktyka, zaś swój rekord ponad 505 zabitych wrogów skomentował słowami: Robiłem to, co mi kazano – najlepiej, jak mogłem.

## Odznaczenia
- Order Krzyża Wolności III i IV Klasy[3]
- Medal Krzyża Wolności I i II Klasy[3]
- Medal Pamiątkowy Wojny Zimowej z Mieczami[3]